# Centraal-Afrikaanse Republiek op de Olympische Zomerspelen 1996
De Centraal-Afrikaanse Republiek nam deel aan de Olympische Zomerspelen 1996 in Atlanta, Verenigde Staten. Het was de vijfde deelname van het land aan de Spelen. Discuswerper Mickaël Conjungo was de vlaggendrager bij de openingsceremonie.
De vijf deelnemers (3 mannen en 2 vrouwen) namen deel in een olympische sportdiscipline. Voor de vijfdemaal werd in de atletiek deelgenomen. De drie mannen namen voor de tweede keer deel.

## Deelnemers en resultaten

### Atletiek
| Olympiër (deelname)  | Onderdeel        | Resultaat              | Prestatie                             |
| -------------------- | ---------------- | ---------------------- | ------------------------------------- |
| Martial Biguet (2)   | 400 m (m)        | 53e                    | serie 7: 7de in 48,92                 |
| Ernest Ndissipou (2) | marathon (m)     | 97e                    | 2:35.55                               |
| Mickaël Conjungo (2) | discuswerpen (m) | 34e                    | kwalificatie groep B: 16de met 55,34m |
|                      |                  |                        |                                       |
| Denise Ouabangui     | 400 m (v)        | 46e                    | serie 7: 7de in 55,74                 |
| Virginie Gloum       | marathon (v)     | niet geklassificeerd * | onbekend, geschat: 3:33.00 *          |

* Van de vijf deelnemers was atlete Virginie Gloum een onofficiële deelnemer aan de marathon. Door een bureaucratische fout kon ze deelnemen, maar werd haar resultaat niet officieel vastgelegd. Op haar inschrijfformulier stond een verkeerde kwalificatie tijd, die voldoende zou zijn geweest voor deelname. Echter, in werkelijkheid had zij, noch enig andere landgenote voldaan aan enige kwalificatie-eis. Daarom mocht de Centraal-Afrikaanse Republiek maar één vrouwelijke atlete afvaardigen. Denise Ouabangui had al deelgenomen aan de 400 meter en daarom was Gloum niet gerechtigd deel te nemen. Dit was echter niet gecommuniceerd met het nationaal olympisch comité van de Centraal-Afrikaanse Republiek. Zodoende verscheen Gloum aan de start en mocht ze deelnemen, al stond ze niet op de startlijst. Een officiële tijd is niet vastgelegd, maar haar tijd was iets meer dan drie en een half uur. Zij wordt echter in geen enkel officieel olympisch rapport genoemd.
Afghanistan · Albanië · Algerije · Amerikaanse Maagdeneilanden · Amerikaans-Samoa · Andorra · Angola · Antigua‑Barbuda · Argentinië · Armenië · Aruba · Australië · Azerbeidzjan · Bahama's · Bahrein · Bangladesh · Barbados · België · Belize · Benin · Bermuda · Bhutan · Bolivia · Bosnië en Herzegovina · Botswana · Brazilië · Britse Maagdeneilanden · Brunei · Bulgarije · Burkina Faso · Burundi · Cambodja · Canada · Centraal-Afrikaanse Republiek · Chili · China · Chinees Taipei · Colombia · Comoren · Congo-Brazzaville · Cookeilanden · Costa Rica · Cuba · Cyprus · Denemarken · Djibouti · Dominica · Dominicaanse Republiek · Duitsland · Ecuador · Egypte · El Salvador · Equatoriaal-Guinea · Estland · Ethiopië · Fiji · Filipijnen · Finland · Frankrijk · Gabon · Gambia · Georgië · Ghana · Grenada · Griekenland · Groot-Brittannië · Guam · Guatemala · Guinee · Guinee-Bissau · Guyana · Haïti · Honduras · Hongarije · Hongkong · Ierland · IJsland · India · Indonesië · Irak · Iran · Israël · Italië · Ivoorkust · Jamaica · Japan · Jemen · Joegoslavië · Jordanië · Kaaimaneilanden · Kaapverdië · Kameroen · Kazachstan · Kenia · Kirgizië · Koeweit · Kroatië · Laos · Lesotho · Letland · Libanon · Liberia · Libië · Liechtenstein · Litouwen · Luxemburg ·  Macedonië · Madagaskar · Malawi · Malediven · Maleisië · Mali · Malta · Marokko · Mauritanië · Mauritius · Mexico · Moldavië · Monaco · Mongolië · Mozambique · Myanmar · Namibië · Nauru · Nederland · Nederlandse Antillen · Nepal · Nicaragua · Nieuw-Zeeland · Niger · Nigeria · Noord-Korea · Noorwegen · Oeganda · Oekraïne · Oezbekistan · Oman · Oostenrijk · Pakistan · Palestina · Panama · Papoea-Nieuw-Guinea · Paraguay · Peru · Polen · Portugal · Puerto Rico · Qatar · Roemenië · Rusland · Rwanda · Saint Kitts en Nevis · Saint Lucia · Saint Vincent en Grenadines · Salomonseilanden · Samoa · San Marino · Sao Tomé en Principe · Saoedi-Arabië · Senegal · Seychellen · Sierra Leone · Singapore · Slovenië · Slowakije · Soedan · Somalië · Spanje · Sri Lanka · Suriname · Swaziland · Syrië · Tadzjikistan · Tanzania · Thailand · Togo · Tonga · Trinidad en Tobago · Tsjaad · Tsjechië · Tunesië · Turkije · Turkmenistan · Uruguay · Vanuatu · Venezuela · Verenigde Arabische Emiraten · Verenigde Staten · Vietnam · Wit-Rusland · Zaïre · Zambia · Zimbabwe · Zuid-Afrika · Zuid-Korea · Zweden · Zwitserland